# Księga Pieśni
Księga Pieśni (chiń. trad. 詩經; pinyin Shījīng, transkrypcja PAU: Szy-king) jest kompilacją chińskiej poezji pochodzącej z okresu między XI a VII wiekiem p.n.e. Zaliczana jest do Pięcioksięgu konfucjańskiego.
Za redaktora księgi tradycja uznaje Konfucjusza, jednak zachowana do naszych czasów redakcja księgi wyszła spod ręki Mao Henga (stąd bywa także nazywana 毛詩 Mao shi).
Składa się z 305 wierszy. Pierwotna wersja księgi obejmowała 311 wierszy, jednak 6 z nich nie zachowało się i są znane jedynie z tytułu. Ze względu na liczbę wierszy księga bywa czasem nazywana Shi sanbai (诗三百) - Trzysta pieśni.
Wiersze przeważnie składają się z czteroznakowych (czterosylabicznych) wersów. Obecne są w nich trzy środki poetyckie: opisy bezpośrednie, porównania i aluzje.
Podzielona jest na cztery części: 
- Guofeng (國風) – Obyczaje państw (160 wierszy) zawiera pieśni ludowe
- Xiaoya (小雅) – Małe ody (74 wierszy) – pieśni i wiersze biesiadne
- Daya (大雅) – Wielkie ody (31 wierszy) – pieśni rytualne
- Song (頌) – Hymny (40 wierszy) – pieśni o charakterze religijnym, związane z kultem przodków, głównie domu rządzącego rodu

## Przekład polski
Kompletny przekład polski z oryginału chińskiego: 
- Księga Pieśni. Szy-cing, Konfucjusz, przeł. Marzenna Szlenk-Iliewa, wstęp Mieczysław Jerzy Künstler, Warszawa : „Alfa-Wero” 1995, stron: 457, ISBN 83-7001-912-9.